# Vítkovice (Ostrava)
Vítkovice est un district de la ville d'Ostrava en Tchéquie, qui est une ville à part entière jusqu'à son incorporation en 1924.

## Personnalités liées à la ville
- Jožka Jabůrková (1896-1942), journaliste communiste assassinée par les nazis.